# Gornji Garevci
Gornji Garevci (szerbül: Горњи Гаревци), falu Bosznia-Hercegovinában, Bosanska krajina területén, Prijedor községben, a Szerb Köztársaságban. 

## Fekvése
Bosznia-Hercegovina északnyugati részén, a Potkozarje területén, Banja Lukától légvonalban 40, közúton 49 km-re északnyugatra, községközpontjától légvonalban 6, közúton 7 km-re keletre, 220 – 750 méteres tengerszint feletti magasságban, a Kozara-hegység délnyugati lejtőin fekszik. Több, kis település tartozik hozzá. 

## Népessége
| Nemzetiségi csoport | Népesség 1991 | Népesség 2013 |
| ------------------- | ------------- | ------------- |
| Szerb               | 117           | 85            |
| Bosnyák             | 5             | 0             |
| Horvát              | 1             | 0             |
| Jugoszláv           | 6             | 0             |
| Egyéb               | 1             | 0             |
| Összesen            | 130           | 85            |

## Története
A település 1878-ig tartozott az Oszmán Birodalomhoz, ekkor a berlini kongresszus határozata alapján az Osztrák-Magyar Monarchia része lett. Az évszázados oszmán uralom 1878. szeptember 6-án ért véget, amikor osztrák-magyar csapatok vonultak be Kozaracra és a szomszédos Prijedorra. 1879-ben az első osztrák-magyar népszámlálás során a Prijedori járáshoz és Kozarac községhez tartozó településnek 24 háztartása és 162 ortodox szerb lakosa volt.
A monarchia szétesésével 1918-ban előbb a Szerb-Horvát-Szlovén Királyság, majd 1929-től a Jugoszláv Királyság része. Jugoszlávia megszállása után a falu a Független Horvát Állam (NDH) része lett. Gornji Garevci is azok közé a falvak közé tartozott, amelynek lakosságán 1941. augusztus 1. és 2. között a Kozaracban állomásozó usztasa fegyveresek bosszút álltak a Piskavica és Omarska közötti vasúti pályatest felrobbantása miatt, melyet 1941. július 31-én a Dušan Mijatović vezette niševići felkelők hajtottak végre. Az usztasák a Kozarac környékén fekvő 13 szerblakta falu lakosságából 172 polgárt hurcoltak el, majd kivégezték őket. 1945-től a település a szocialista Jugoszlávia része, 1963-ig Kozarac községhez tartozott. A boszniai háború idején a település a Boszniai Szerb Köztársaság része volt. A daytoni békeszerződést követő területfelosztásnál a település Prijedor község részeként a Szerb Köztársaság területéhez került.

## Nevezetességei
Az itteni második világháborús emlékhely magában foglalja az elesett harcosok síremlékét. Az itteni partizántábor maradványai még 1957-ben is láthatók voltak. Az itteni partizánkórházat a Vitlovska Kosa alatti Gračanica és Mlječanica találkozásánál található két forrás látta el vízzel 1942-ben. Erről tanúskodik a partizánkórháznak és az itt működött nyomdának szentelt emléktábla.